# Voz absoluta
| Tipo de Voz  | Tipo de Voz |
| Feminino     | Masculino   |
| ------------ | ----------- |
| Soprano      | Tenor       |
| Meio-soprano | Barítono    |
| Contralto    | Baixo       |

Vozes absolutas são vozes de cantores excepcionais que ultrapassam três oitavas. 
Entre algumas vozes classificadas, são vozes de cantores excepcionais que ultrapassam três oitavas como as de na Ópera:
- Erna Sack que possuía quatro oitavas, emitindo do Dó3 – Dó7. Ela começou a carreira como Soubrette e aos poucos foi-se descobrindo sua aptidão para soprano coloratura.[1]
- Yma Sumac abarcava registro do barítono ao soprano coloratura, emitindo do Sib2 ao Láb7, o mais surpreendente era sua técnica que emitia trinados super agudos como de um pássaro.[2]
- Maria Malibran, que emitia do Ré3 ao Mi6, era tão excepcional que podia cantar papéis de contralto a  soprano coloratura.[3]
- A de sua irmã Pauline Viardot, ainda mais excepcional, emitia desde o Dó3 – Fá6.[4]
- O contralto Marieta Alboni que cantou até papéis para barítono com sua tessitura desde o Dó3 – Ré6, seu timbre era de cor baritonal.[5]
- O baixo Ivan Rebroff que possui quatro oitavas emitindo desde o Fá -1 ao Lá5, usando falsete na região mais aguda.[6]

## Maior extensão vocal
A maior extensão vocal humana pertence a Tim Storms (USA) que atinge doze oitavas, de G/G#-7 a G/G#5 (0.7973 Hz - 807.3 Hz), recorde atingido em 30/03/2012.

## Nota vocal mais aguda
A nota vocal mais aguda atingida por um ser humano é G10 por Georgia Brown (Brasil); é inaudível ao ouvido humano e somente captada por ressonadores.
No repertório clássico a nota mais aguda para um soprano é um G6 na obra I Popoli di Tessaglia, de Mozart.

## Nota vocal mais grave
A nota vocal mais grave atingida por um ser humano é o G-07 (0.189 Hz) por Tim Storms (USA), recorde atingido em 30/03/2012.
No repertório clássico a nota mais grave é um D2 na ária de Osmim, em O Rapto do Serralho, de Mozart.

## Feminino - nota vocal mais grave
A nota vocal mais grave atingida por uma mulher é um G2 pela Contralto Marian Anderson (Estados Unidos) na obra Der tod und das Mädchen de Schubert. A qualidade dessa nota assemelha-se a um Baixo-Barítono.
O Contralto Ewa Podleś emitiu um A#2 com sonoridade de Baixo-Barítono em Pour Une Femme De Mon Nom de Gaetano Donizetti.
Helen Leahey, conhecido como 'Bass Queen', produziu um D2 (72,5 Hz).

## Feminino - maior extensão vocal
A maior extensão vocal feminina pertence a Georgia Brown (Brasil) que atinge 8 oitavas, de G2 a G10, recorde atingido em 18/08/2004.

## Feminino - nota vocal mais aguda
Yma Sumac, Erna Sack, Mado Robin cantavam o C7 e até mesmo mais alto em pura voz de cabeça, sem recorrer ao Registro de apito.
Mariah Carey alcançou um G#7 na canção Emotions em Registro de apito.
A nota vocal mais aguda atingida por uma mulher é G10 em Registro de apito (inaudível ao ouvido humano) por Georgia Brown (Brasil).

## Masculino - maior extensão vocal
A maior extensão vocal masculina pertence a Tim Storms (USA) atingindo doze oitavas, de G/G#-7 a G/G#5 (0.189 Hz - 807.3 Hz), recorde atingido em 30/03/2012.

## Masculino - nota vocal mais aguda
A nota vocal mais aguda atingida por um homem é o Eb8 por Adam Lopez (Austrália), recorde atingido em 4/06/2005.

## Masculino - nota vocal mais grave
A nota vocal mais grave atingida por um homem é o G-07 (0.189 Hz) por Tim Storms (USA), recorde atingido em 30/03/2012.